# Bubani
Bubani is een plaats in de gemeente Kanfanar in de Kroatische provincie Istrië. De plaats telt 53 inwoners (2001).